# Adquisición del Credit Suisse por el UBS
La adquisición del Credit Suisse por parte del UBS, se llevó a cabo el 19 de marzo de 2023, cuando el banco de inversión suizo UBS Group AG acordó comprar Credit Suisse por 3000 millones de francos suizos (3200 millones de dólares estadounidenses) en un acuerdo de acciones negociado por el gobierno de Suiza y la Autoridad de Supervisión del Mercado Financiero de Suiza. El Banco Nacional Suizo apoyó el acuerdo con una oferta para proporcionar hasta CHF 100 000 millones ($104 000 millones) en liquidez a UBS tras su adquisición de las operaciones de Credit Suisse, mientras que el gobierno suizo otorgó una garantía a UBS para cubrir pérdidas de hasta a CHF 9000 millones ($ 9600 millones) a corto plazo. Además, CHF 16.000 millones ($ 17.200 millones) de bonos de nivel 1 adicional se redujeron a cero.
Credit Suisse es un banco de importancia sistémica mundial cuya unidad de banca de inversión, First Boston, se vio empañada recientemente por una serie de escándalos de alto perfil. La crisis bancaria en los Estados Unidos había causado miedo entre los inversionistas globales y provocó pánico sobre otros bancos posiblemente en problemas. El precio de las acciones de Credit Suisse se desplomó después de que el principal accionista descartara una mayor inversión en el banco debido a problemas regulatorios, que los inversores pueden haber malinterpretado como razones distintas a las regulatorias debido al mal periodismo. El acuerdo se acordó rápidamente y se anunció justo antes de que los mercados financieros asiáticos abrieran el lunes por la mañana para evitar que se produzcan turbulencias en los mercados financieros mundiales.  Poco después, los bancos centrales de todo el mundo anunciaron medidas de liquidez en USD para tratar de aliviar el pánico generalizado del mercado y evitar una crisis bancaria más amplia.

## Antecedentes

### Credit Suisse y la crisis financiera mundial
Credit Suisse se fundó en 1856. A lo largo de los años, el banco creció hasta alcanzar un tamaño enorme, compitiendo directamente con otras empresas de soporte abultado como Goldman Sachs y Barclays. Durante la Crisis financiera de 2007-2008, Credit Suisse se encontró en una mejor situación financiera en comparación con sus bancos pares;  mientras que el Banco Nacional Suizo intervino para rescatar a UBS después de que ningún inversionista privado estuviera dispuesto a hacerlo mediante la compra de $ 60.000 millones en activos tóxicos y $ 5300 millones en acciones de UBS como una forma de infusión de capital, Credit Suisse recaudó una cantidad mucho menor $ 9000 millones en forma privada de inversionistas para apuntalar su posición financiera.
En los años posteriores a la crisis financiera, el banco continuó teniendo un alto apetito por el riesgo, mientras que sus pares globales se volvieron más reacios al riesgo. Credit Suisse mantuvo su brazo de banca de inversión en los años inmediatamente posteriores a la crisis, un brazo que asumió riesgos de manera agresiva para competir con las grandes instituciones financieras de los EE. UU., aunque muchos grandes bancos de EE. UU. y su contraparte suiza UBS optaron por seguir estrategias más conservadoras y vendieron activos de mayor riesgo en un intento de reducir el riesgo de sus propias carteras.

### Pérdidas en el brazo de banca de inversión
Entre 2008 y 2023, el brazo de banca de inversión de Credit Suisse tuvo un rendimiento inferior, lo que redujo la rentabilidad del negocio y provocó pérdidas significativas. El banco sufrió una serie de escándalos y malos manejos, incluidas pérdidas en su rama de inversión asociadas con los colapsos de Archegos Capital y Greensill Capital en el 2021. El control interno del banco sobre los informes financieros fue señalado por su auditor, PwC, para el período 2020 a 2022.

### Fallos en el sistema bancario en los Estados Unidos y temor al contagio global

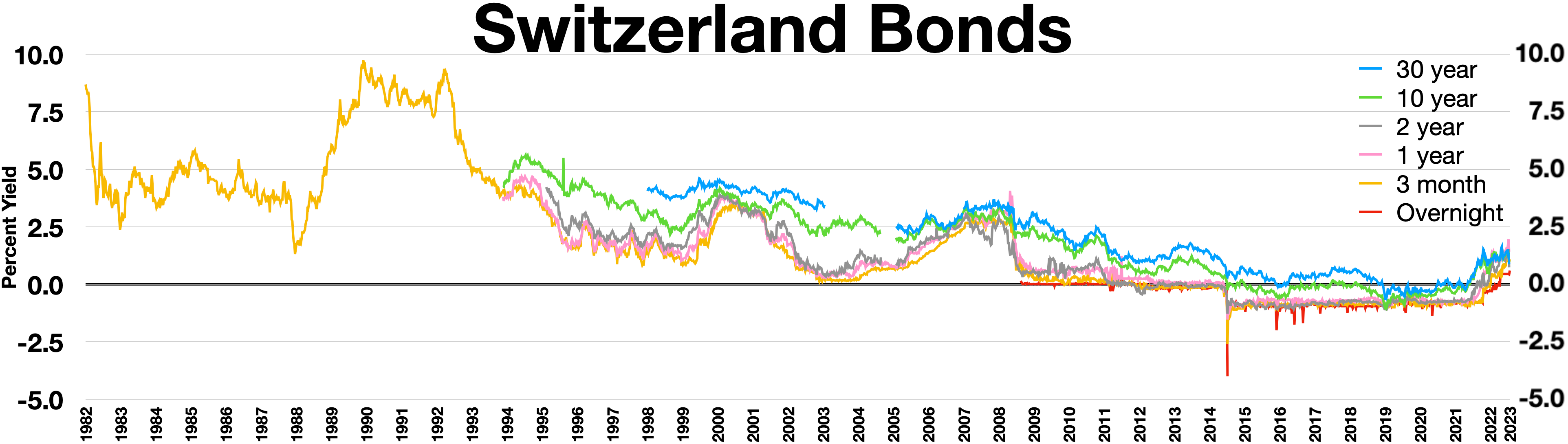
bonos suizos en el 2023
30 años
10 años
2 años
1 año
3 meses
durante la noche

Tras el colapso del Silicon Valley Bank en los Estados Unidos, las acciones del sector bancario global cayeron considerablemente. El índice S&P Banks cayó un 22% durante dos semanas hasta el 18 de marzo. Las quiebras bancarias de EE. UU. habían causado una mayor preocupación por la presión sobre el sector debido a las subidas de tipos de interés por parte de la Reserva Federal y otros bancos centrales.
Saudi National Bank (SNB) era el mayor accionista de Credit Suisse, con casi el 10%. El miércoles 15 de marzo, cuando Bloomberg Television preguntó al presidente del SNB, Ammar Al Khudairy, si su empresa podría invertir más en Credit Suisse, respondió: "La respuesta es absolutamente no, por muchas razones fuera de la razón más simple, que es regulatoria y estatutaria", y agregó:

Si superamos el 10%, todas las nuevas reglas entran en vigor, ya sea por parte de nuestro regulador, el regulador suizo o el regulador europeo. No estamos dispuestos a entrar en un nuevo régimen regulatorio. Puedo citar otras cinco o seis razones, pero una razón es que hay un techo de cristal y no vamos a pensar en ir más allá.

Las acciones de Credit Suisse cayeron hasta un 31% después de su declaración.  Ese día, el Banco Nacional Suizo proporcionó un respaldo en forma de línea de crédito de emergencia a Credit Suisse de 50.000 millones de francos suizos ($ 55.000 millones). A pesar de esto, el precio de las acciones de Credit Suisse y el valor nominal de los bonos se redujeron significativamente, y los retiros diarios de depósitos a la vista totalizaron más de 10.000 millones de francos suizos esa misma semana.  Los reguladores de la UE, los Estados Unidos, el Reino Unido y Suiza esperaban que Credit Suisse se hubiera declarado insolvente en la semana que comenzó el 19 de marzo si no hubiera sido rescatado o adquirido por un banco compañero. La empresa estadounidense de gestión de inversiones BlackRock había explorado opciones para adquirir partes de Credit Suisse, pero abandonó su esfuerzo el 17 de marzo.

## Negociaciones
Las negociaciones en torno a una adquisición comenzaron el 15 de marzo. En la mañana del 19 de marzo, UBS hizo una oferta para comprar Credit Suisse por un precio de 0,25 francos suizos ($ 0,27) por acción, valorando Credit Suisse en alrededor de $ 1000 millones, pero esta operación fue rechazada por el directorio de Credit Suisse. Esa tarde suiza, UBS respondió con una oferta de 0,50 francos suizos (0,55 dólares) por acción, valorando Credit Suisse en poco más de 2000 millones de dólares.
El acuerdo final para comprar Credit Suisse por 3000 millones de francos suizos (3200 millones de dólares) fue aceptado por el directorio de Credit Suisse antes de la apertura de los mercados financieros asiáticos el lunes por la mañana. La adquisición fue un acuerdo de acciones, en el que los accionistas de Credit Suisse recibieron 1 acción de UBS por cada 22,48 acciones de Credit Suisse.

## Adquisición

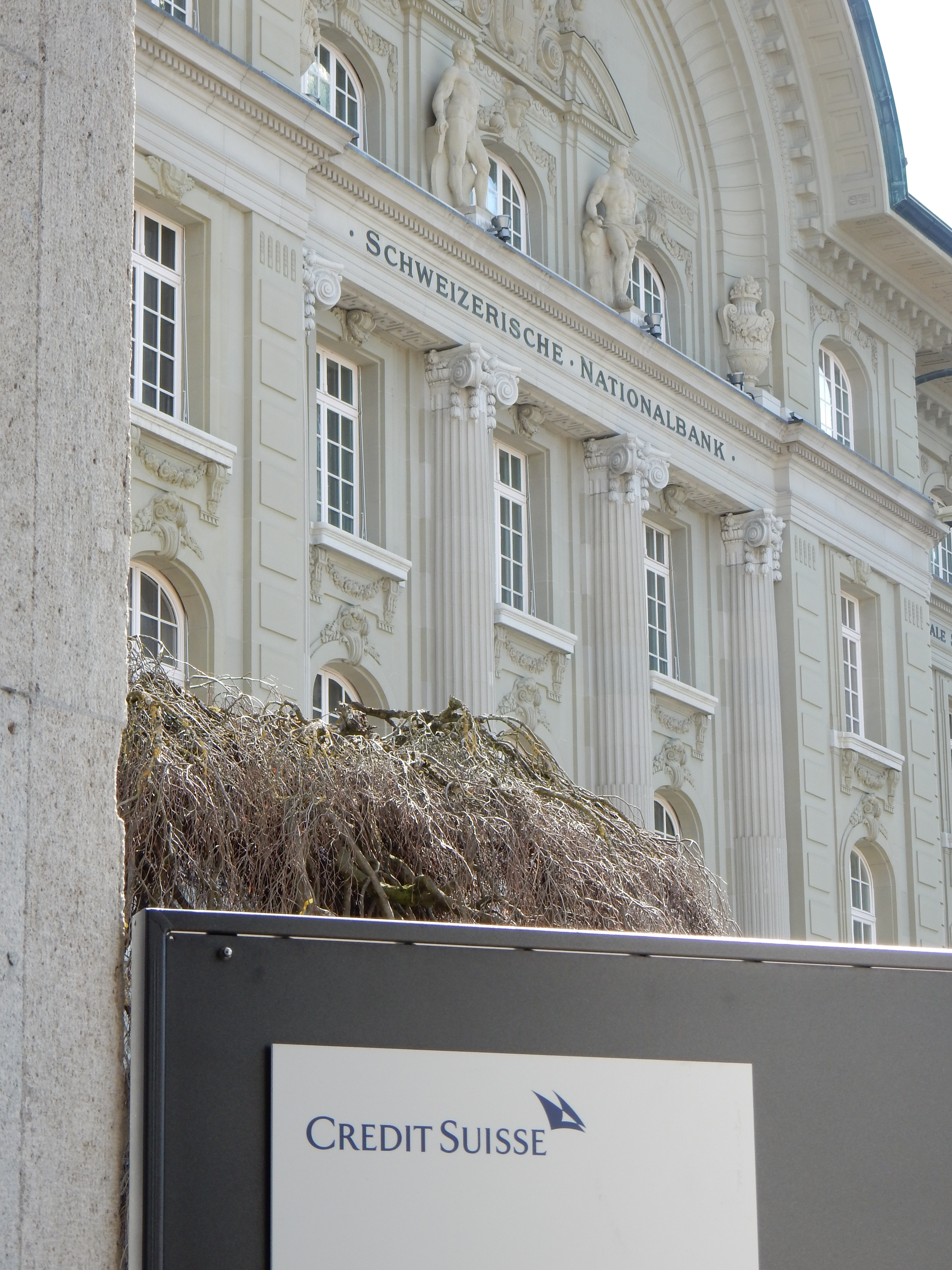
Credit Suisse y el Banco Nacional Suizo

La adquisición fue coordinada por el gobierno suizo, dirigido por el Departamento Federal de Finanzas, el Banco Nacional Suizo y la Autoridad de Supervisión del Mercado Financiero (FINMA). En una reunión de emergencia el 19 de marzo de 2023, el Consejo Federal Suizo ejerció poderes de emergencia para permitir que la fusión se lleve a cabo sin la aprobación de los accionistas y para proporcionar a Credit Suisse asistencia de liquidez adicional privilegiada contra la quiebra y respaldada por una garantía de incumplimiento gubernamental. Además, el Consejo Federal otorgó a UBS una garantía por valor de 9000 millones de francos suizos (9600 millones de dólares) por posibles pérdidas derivadas de los riesgos asociados con la transacción, luego de la aprobación de un comité parlamentario. Como parte del acuerdo, CHF 16.000 millones ($ 17.200 millones) de bonos adicionales de nivel 1 (AT1) se amortizaron a cero con la autorización de FINMA, la mayor amortización de deuda AT1 hasta el momento. La medida generó mayores pérdidas para los tenedores de bonos que para los accionistas de Credit Suisse.
En una conferencia de prensa del 19 de marzo de 2023, el presidente de Suiza, Alain Berset, la ministra de Finanzas, Karin Keller-Sutter, y el director del Banco Nacional, Thomas Jordan, anunciaron la adquisición, junto con los presidentes de UBS y CS. El gobierno dijo que su exposición al riesgo era baja y que consideraba que la adquisición era necesaria para la estabilidad del mercado financiero en Suiza y en todo el mundo.
El presidente de UBS, Colm Kelleher, afirmó que UBS no inició conversaciones, aunque agregó que la empresa consideraba la transacción "financieramente atractiva para los accionistas de UBS". Agregó además que el acuerdo fue un "rescate de emergencia".

### Reacciones
Las autoridades del mercado financiero de la Unión Europea y los Estados Unidos emitieron comunicados aprobando la adquisición. Los analistas han descrito la adquisición como una "boda a la fuerza" organizada por el gobierno suizo.
Al señalar que Credit Suisse había estado enfrentando problemas durante varios años, la editora sénior de CNN Business, Allison Morrow, declaró: "[Silicon Valley Bank y Credit Suisse están] enfrentando problemas no relacionados que sucedieron al mismo tiempo, lo que preocupa a los inversores sobre el sector bancario".
En la política suiza, el Partido Democrático Libre de centro-derecha de Keller-Sutter aprobó con pesar la intervención del gobierno, mientras que el Partido Popular Suizo de derecha y el Partido Socialdemócrata de Suiza de izquierda reaccionaron con ira, denunciando "amiguismo" y exigiendo que los responsables rindan cuentas.
Los analistas han advertido que el acuerdo entre UBS y Credit Suisse podría prolongar la crisis bancaria en lugar de acabar con ella, principalmente debido a la cancelación de bonos AT1 por valor de 16.000 millones de francos suizos. El director de inversiones de AJ Bell, Russ Mould, dijo:

Significa que la crisis bancaria que hemos visto en las últimas semanas ha comenzado un nuevo capítulo en lugar de llegar a su fin.

Según el Banco de Inglaterra, existía un "orden legal claro" para las resoluciones bancarias, en el que los titulares de AT1 estarían expuestos a pérdidas después de los inversores de capital.

## Impacto en el entramado financiero mundial
La entidad combinada seguirá estando dirigida por el director general de UBS, Ralph Hamers, y el presidente, Colm Kelleher. Kelleher dijo que el acuerdo tardaría unas semanas en cerrarse y que UBS tiene la intención de "eliminar el riesgo" de los "negocios complicados" administrados por Credit Suisse. Dijo que Credit Suisse continuaría operando con normalidad hasta el cierre de la fusión y que aún no se podía decir nada sobre el impacto de la fusión en los empleados de Credit Suisse. Como parte del acuerdo, UBS liquidará el banco de inversión de Credit Suisse.
Se espera que los principales accionistas de Credit Suisse, incluido el Saudi National Bank (participación del 9,9 %) y los fondos soberanos Qatar Investment Authority (participación del 6,8 %) y Norges Bank Investment Management, sufran pérdidas significativas con la adquisición.
Otros bancos suizos se prepararon para suceder a Credit Suisse como el segundo más grande del país. El director ejecutivo del Zurich Cantonal Bank, Urs Baumann, dijo que su empresa "ofrece todas las áreas de negocio de un banco universal y, por lo tanto, es un complemento para el gran banco emergente".
La adquisición resultó en $ 17.000 millones en bonos emitidos por Credit Suisse que se cancelaron como sin valor. Esto socava la solvencia del banco recién adquirido. Los derechos de propiedad también se han debilitado seriamente en Suiza porque la transacción pasó por alto cualquier aprobación legal de los accionistas.